# Margherita Occhiena
Margherita Occhiena, conosciuta principalmente come mamma Margherita (Capriglio, 1º aprile 1788 – Torino, 25 novembre 1856), era una contadina italiana, nota grazie al figlio, Giovanni Bosco, fondatore delle congregazioni dei Salesiani e delle Figlie di Maria Ausiliatrice: nel 2006 la Santa Sede le ha riconosciuto il titolo di Venerabile.

## Biografia
Nacque il primo di aprile del 1788 nella frazione Cecca del piccolo paese di Capriglio, sulle colline attorno ad Asti, dai contadini Melchiorre Occhiena e Domenica Bossone. Venne battezzata quello stesso giorno nella chiesa parrocchiale locale.
Rimase in quel luogo fino al matrimonio con Francesco Bosco, un vecchio amico di famiglia vedovo da un anno e padre di un bambino. Margherita si sposò a Capriglio il 6 giugno del 1812. Successivamente, si stabilì con suo marito ai Becchi (frazione di Castelnuovo d'Asti, poi Castelnuovo Don Bosco).
Il 17 aprile 1813 nacque Giuseppe (1813-1862), il primo figlio della coppia, mentre Giovanni venne alla luce il 16 agosto 1815. Il marito di Margherita, Francesco Bosco, morì all'incirca due anni dopo, a causa di una grave forma di polmonite che lo uccise all'età di 34 anni, il 12 maggio 1817.
A 29 anni, quindi, Margherita si trovò a dover gestire la famiglia e i possedimenti in un periodo di grande crisi e carestia: dovette crescere ed educare i due figli, Giuseppe e Giovanni, e allo stesso tempo assistere la suocera e Antonio, il figliastro.
Trascorse il resto della vita aiutando il figlio Giovanni nel suo progetto che avrebbe dato vita alla Società di San Francesco di Sales, distinguendosi per bontà, generosità e per l'importante operato.
Molto devota, fece della preghiera a Dio il centro della propria esistenza.

### Morte e processo di beatificazione
A 68 anni, Margherita morì a Torino il 25 novembre del 1856 a causa di una polmonite.
Venne sepolta nel Cimitero monumentale di Torino (zona campo primitivo Sud). Allo scadere della concessione della tomba, la salma venne riesumata e i resti buttati alla rinfusa nell'ossario generale, com'era consuetudine per i poveri. Pertanto attualmente non esiste più il sepolcro di "mamma Margherita".
Il suo processo di beatificazione è stato avviato nel 1995, e nel 2006 le è stato riconosciuto il titolo di Venerabile.